# ホソクワガタ属
ホソクワガタ属（ほそくわがたぞく、Leptinopterus）は、昆虫綱甲虫目クワガタムシ科に属する分類群である。

## 特徴
南米のブラジルを中心に生息するクワガタムシ類で、和名通り細身の外観はノコギリクワガタ属に似ており、小型個体の顎形状もノコギリクワガタ類の小型個体に類似する。しかし、遥かに小型で、大きくても最大5cm程度までという小型の種類である。
東南アジアにや熱帯アフリカに比べ、南米のクワガタムシ相はやや貧弱であることが知られているが、その中では本属はチリクワガタ属と並んで南米を代表するグループで、約27種程になる。
オス成虫の大顎は比較的整った姿をしているが、左右の大顎の形状が非対称で、片側にだけ内歯が生えていたり、両側に内歯があっても左右の大きさが不揃いだったりと、少々歪なところがある。成虫はノコギリクワガタ類に似ているが、幼虫はツヤクワガタ属に似ている。

## 生態
体が小さいことと南米のクワガタムシの研究が進んでいないことから、不明な点が多い。日本へ輸入されることも少なく、輸入されるものも殆どが標本で、生きた虫が入ることは更に少なく、一般にはあまり目に触れることはない。
成虫が夜間に活動する種は少なく、殆どの種は早朝の新芽に集まる。10月から翌年の4月まで活動する。

## 種類
ホソクワガタ - Leptinopterus femoratus
フェモラトゥスホソクワガタともいうホソクワガタ類の代表種。体表は黒で符節根元がオレンジ色。前翅の表面に金色の毛がある。体長15～34mmほど。大アゴは左右非対称。サンパウロ州、ミナスジェライス州、リオデジャネイロ州、バイーア州に広く分布する。
ティビアリスホソクワガタ - Leptinopterus tibialis
赤い前半部と、オレンジの翅が特徴の美麗種。体長は前種とさして変わらない。大アゴは左右非対称。サンタカタリーナ州、パラナ州、サンパウロ州に分布。
クロモンホソクワガタ - Leptinopterus v-nigrum
大きさは前二種とさほど変わらないが、学名が示すように、後ろ翅中央の赤い体色を、両側の黄色い模様がV字状に入ることから、学名そのままにブイニグルムホソクワガタとも呼ばれる。リオデジャネイロ州、サンパウロ州に分布し、ミナスジェライス州には黒斑が消えた型が分布する。
エレガンスホソクワガタ -  Leptinopterus Elegans
よく調べられていない種。サンタカタリーナ州とサンパウロ州に分布する。
イベックスホソクワガタ -  Leptinopterus Ibex
体色はツヤ消しのくすんだ赤色。体長最大40mm以上になり、アスタコイデスノコギリクワガタをずんぐりとさせ、小型化させたような形状の種である。リオデジャネイロ州に分布する。
フライホソクワガタ -  Leptinopterus fryi
ホソクワガタ属中最大で、50mm以上の大きさになる。体色は黒で、その黒い体表に薄い金色の毛が生えているので、コフキホソクワガタとも呼ばれる。リオデジャネイロ州に分布する。
アフィニスホソクワガタ -  Leptinopterus affinis
クロモンホソクワガタのように、黄色い後ろ翅中央にV字状の模様が入る。サンタカタリーナ州に分布する小型の種である。
ニティドゥスホソクワガタ -  Leptinopterus nitidus
よく似るアフィニスホソクワガタに比べて、若干ツヤ消しになり、体表に薄い体毛が生える。パラナ州に分布する、本属最小の種である。
グラキリスホソクワガタ -  Leptinopterus gracilis
黒色で翅は黄色い、胸に薄い体毛が生える。古い文献では大アゴが左右非対称のグループに含まれている。サンタカタリーナ州に分布する。
グラキリペスホソクワガタ -  Leptinopterus gracilipes
黒色で翅は黄色い、胸に薄い体毛が生える。グラキリスホソクワガタとは大アゴの形に違いがある。サンパウロ州、サンタカタリーナ州に分布する。
スチュラリスホソクワガタ -  Leptinopterus suturalis
グラキリスホソクワガタによく似るが、黒色で頭と胸の間に顕著な体毛が生え、翅に薄い体毛が生える。大アゴは左右非対称。サンパウロ州に分布する。
イピガンエンシスホソクワガタ -  Leptinopterus ypirangensis
グラキリペスホソクワガタによく似るが、黒い体色の種で、体表に体毛が生える。大アゴは左右非対称。サンパウロ州、サンタカタリーナ州に分布する。
エリトロクネムスホソクワガタ -  Leptinopterus erythrocnemus
形態はティビアリスホソクワガタによく似ているが、体色は黒色で、脚はオレンジ色。リオグランデ・ド・スル州、サンパウロ州に分布する。
アシュケトゥスホソクワガタ -  Leptinopterus asketus
40mm近くになり、小型種の多い本属の中では大型になる。黒い体色の種で、体表に体毛が生える。パラナ州に分布する。
アッシミリスホソクワガタ -  Leptinopterus assimilis
グラキリペスホソクワガタによく似るが、大アゴは左右対称で、体毛を欠く。大型のオス個体では大アゴに四葉状の内突起がある。パラナ州に分布する。
コンストリクティコリスホソクワガタ -  Leptinopterus constricticollis
体色は全体に明るく、翅は黄白色で美麗種。ティビアリスホソクワガタによく似るが、大アゴは左右対称になる。リオデジャネイロ州に分布する。
ニグロティビアリスホソクワガタ -  Leptinopterus nigrotibialis
よく調べられていない種。ミナスジェライス州に分布する。
ペリトマルギナトゥスホソクワガタ -  Leptinopterus pellitomarginatus
よく調べられていない種。ミナスジェライス州に分類する。
プンクティコリスホソクワガタ -  Leptinopterus puncticollis
よく調べられていない種。リオデジャネイロ州に分布する。
ヴェスティトゥスホソクワガタ -  Leptinopterus vestitus
よく調べられていない種。ミナスジェライス州に分布する。
マザマホソクワガタ -  Leptinopterus mazama
よく調べられていない種。リオデジャネイロ州に分布する。
メラナリウスホソクワガタ -  Leptinopterus melanarius
体色はツヤ消しの黒色。大アゴ中央部に一対の突起がある。サンタカタリーナ州、パラナ州に分布する。
ロブストゥスホソクワガタ -  Leptinopterus robustus
メラナリウスホソクワガタによく似るが大アゴ中央部に一対の突起は出ない。エスピリトサント州に分布する。
イナハラホソクワガタ -  Leptinopterus inaharai
ロブストゥスホソクワガタによく似るが、あまり調べられていない種。日本人で最初に世界のクワガタ蒐集を精力的に行った稲原延夫氏に献名された。バイア州に分布するとされる。
パラネンシスホソクワガタ -  Leptinopterus paranensis
黒色の種で、大アゴが細い。40mm近くになり、本属としては大きい種である。アフリカのサバゲノコギリクワガタを黒くして、小型化させたような形態となる。雌は少し青黒くなる。パラナ州、リオグランデ・ド・スル州に分布する。
ビコロールホソクワガタ -  Leptinopterus bicolor
前半身は茶色で、上翅は黄色になる。上翅にはうっすらとV字状の模様が入る個体が多く観られる。大アゴにうねりがあり特徴的で、基部付近に一対の突起を備える。リオデジャネイロ州でイベックスホソクワガタと同所的に分布する。
フラテルヌスホソクワガタ -  Leptinopterus fraternus
ビコロールホソクワガタの小型個体によく似る。
ブルマイスターホソクワガタ -  Leptinopterus burmeisteri
ビコロールホソクワガタによく似るが、大アゴ基部付近にある突起が、本種では大アゴ中央部にあることで見分けられる。翅にV字状の模様が入らない。サンパウロ州に分布する。
コンシミリスホソクワガタ -  Leptinopterus consimilis
よく調べられていない種。リオグランデ・ド・スル州に分布する。
アトラメンタリウスホソクワガタ -  Leptinopterus atramentarius
よく調べられていない種。重要な模式標本（TYPE標本）が、戦時中にドイツのハノーバー博物館が爆撃された際に焼失しているため、種の再確認が不可能である。

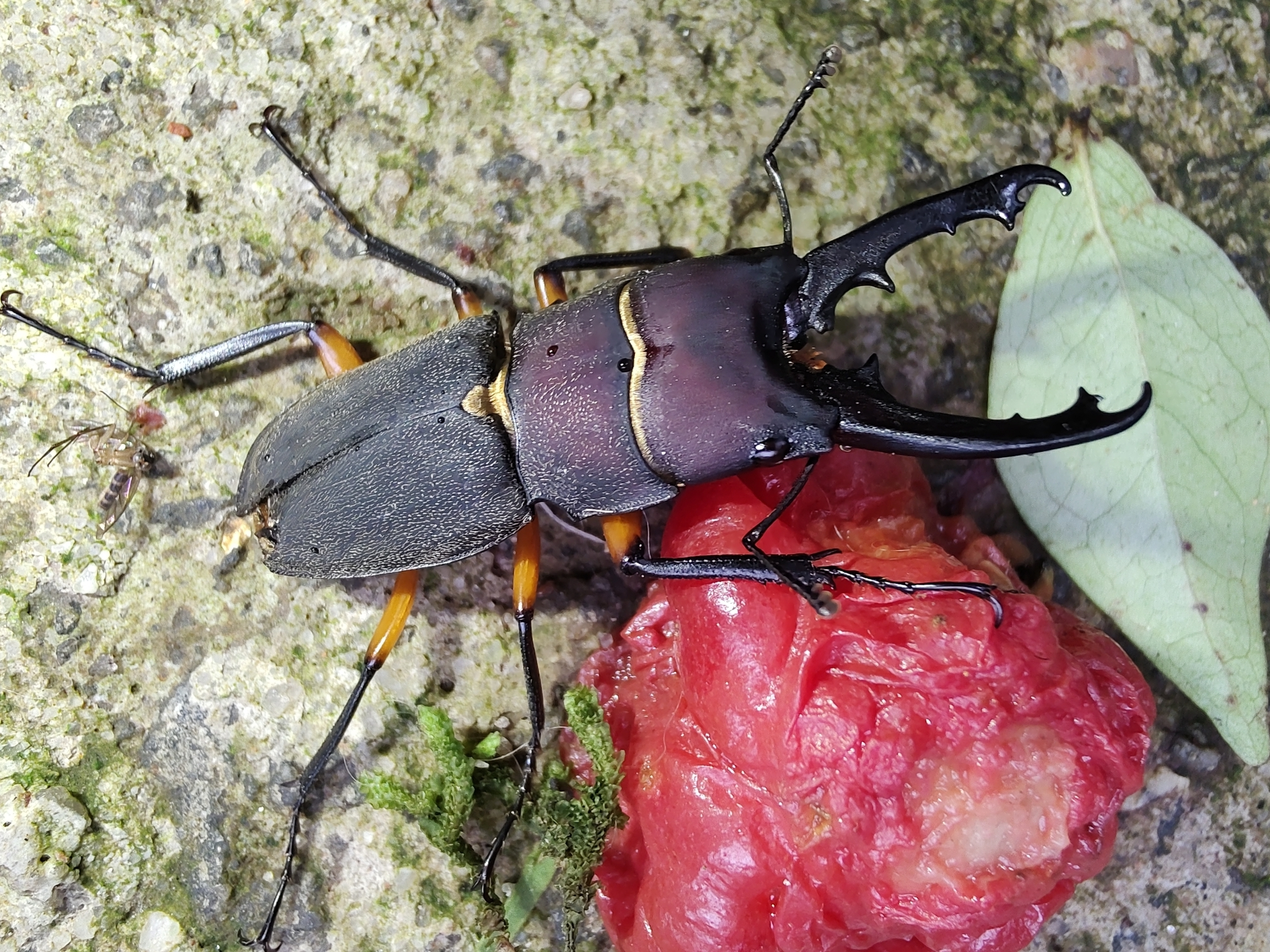
ホソクワガタ（ブラジル・サンパウロ州）
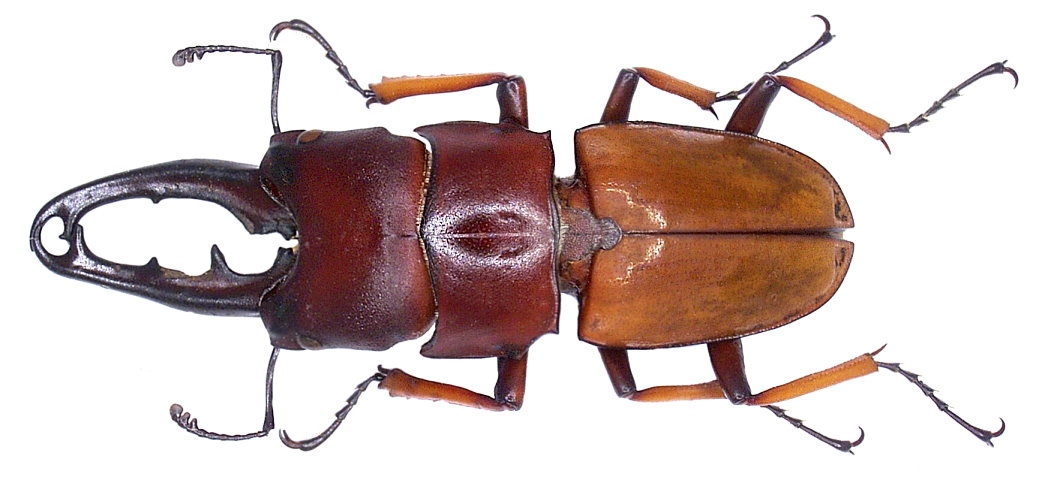
ティビアリスホソクワガタ
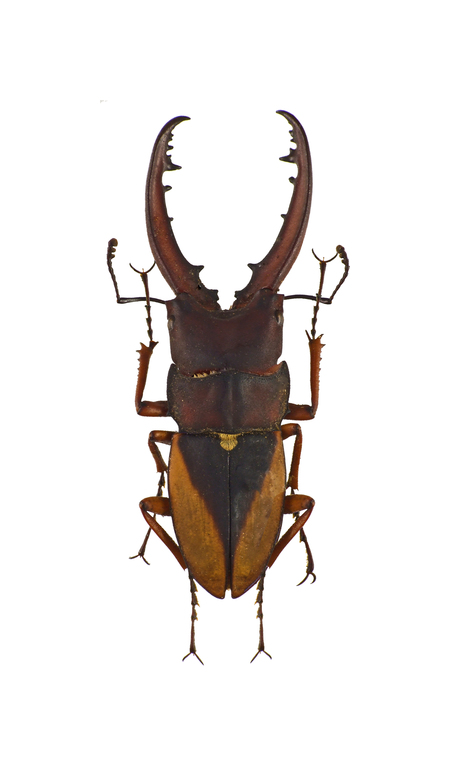
クロモンホソクワガタ
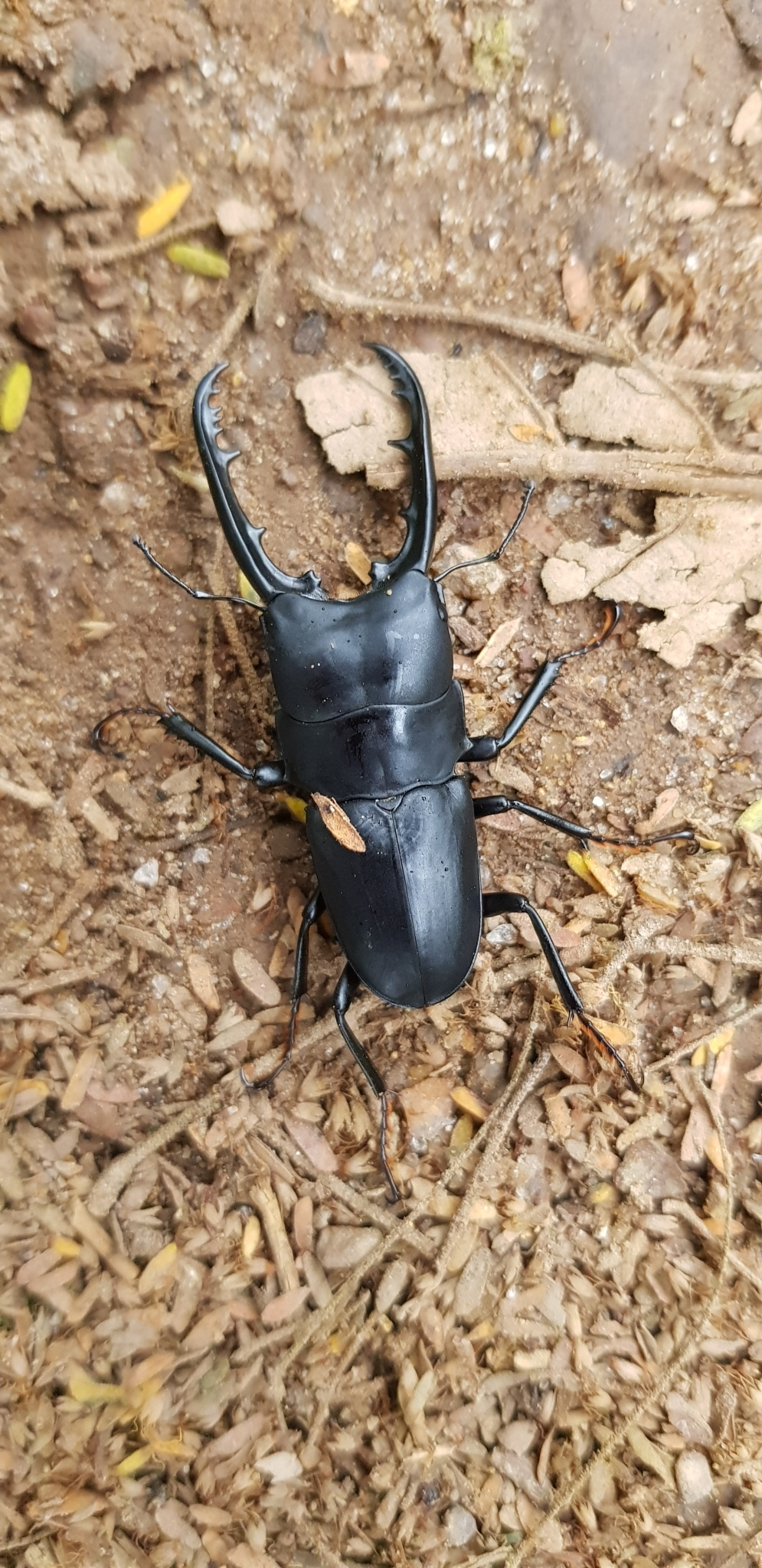
パラネンシスホソクワガタ（ブラジル・リオグランデ・ド・スル州）
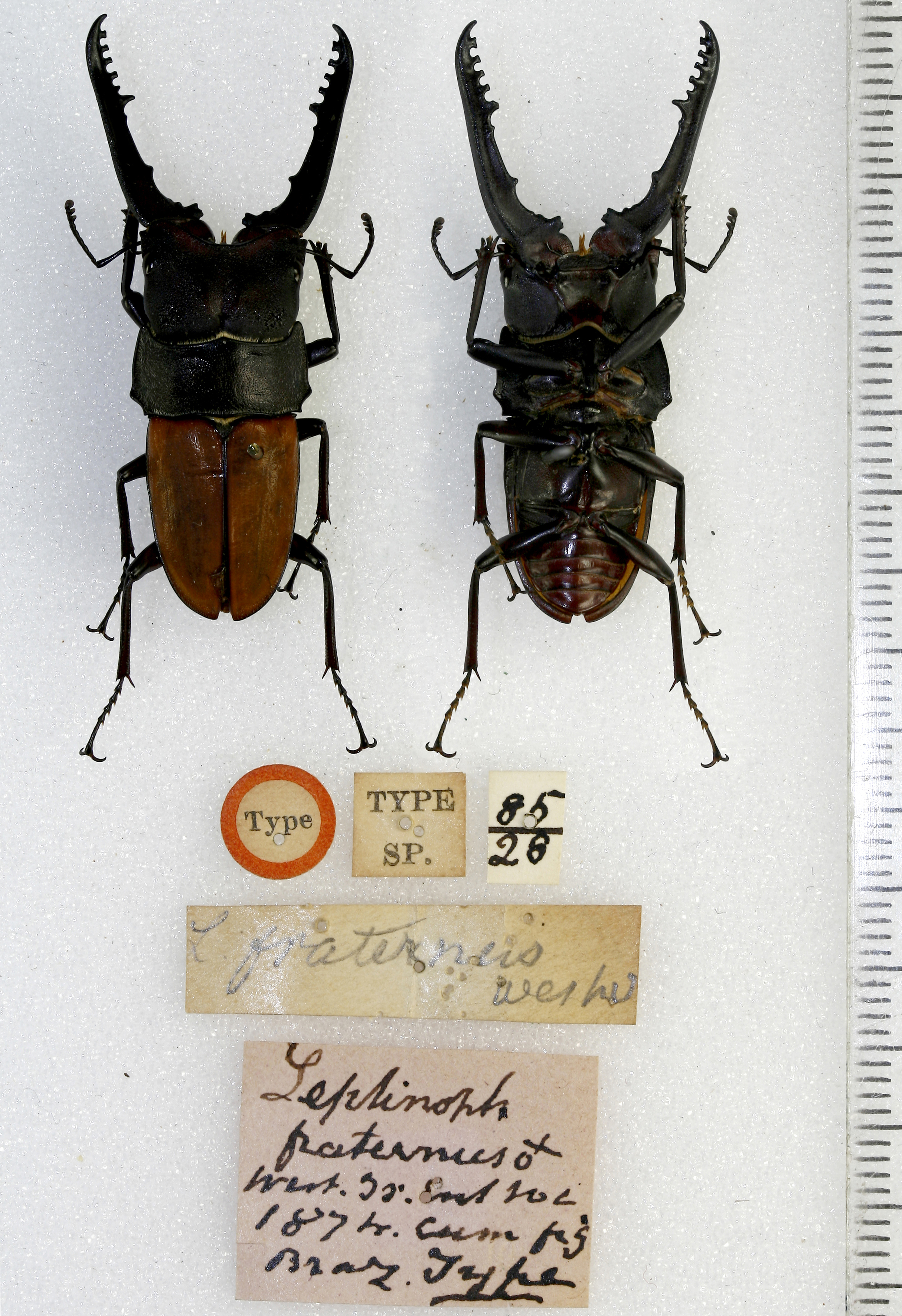
フラテルヌスホソクワガタ
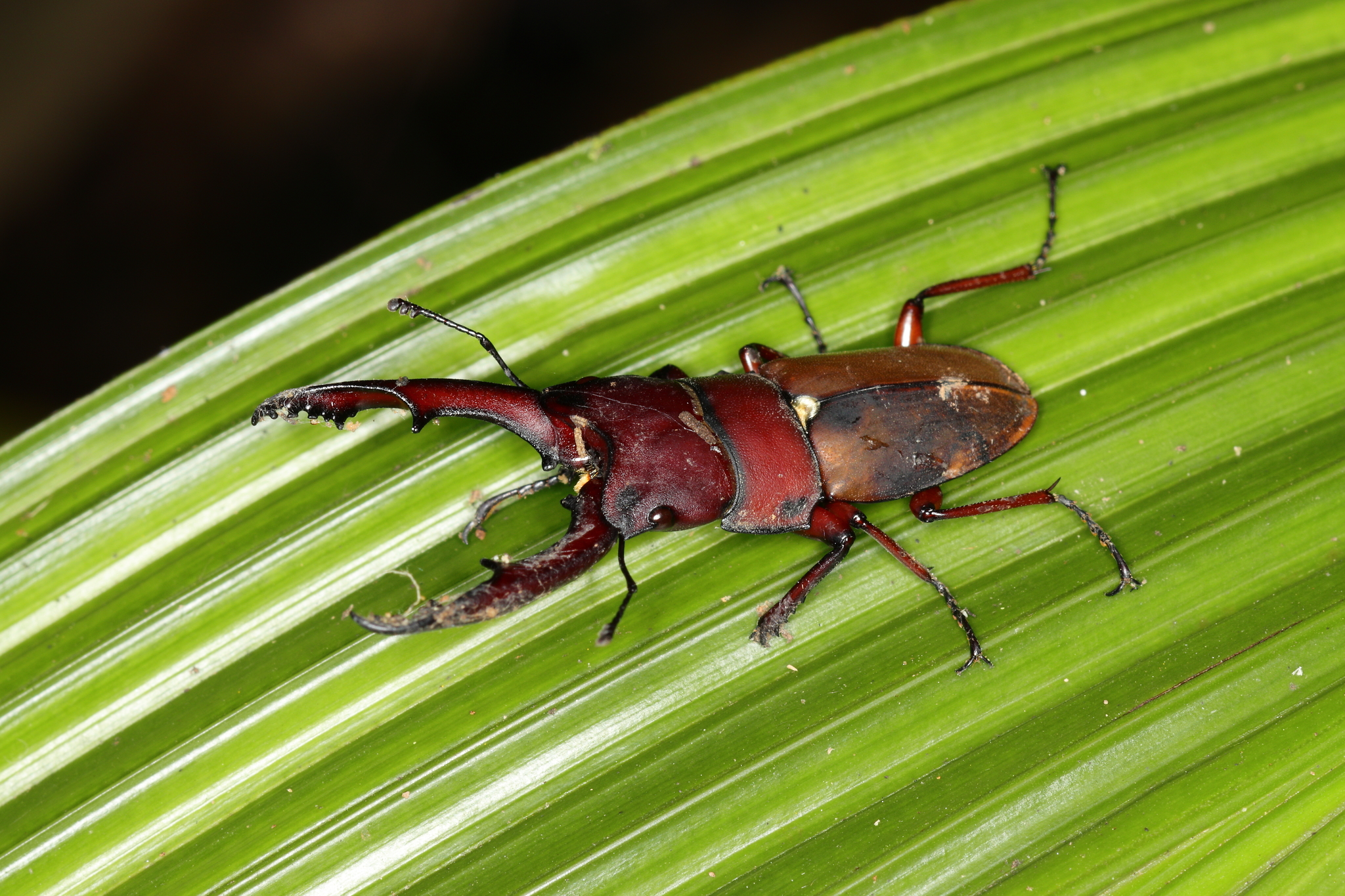
ブルマイスターホソクワガタ（ブラジル・サンパウロ州）